# São Luiz (Mariluz)
São Luiz é um distrito administrativo do município de Mariluz, no estado do Paraná.

## Divisão territorial
O distrito foi criado pela Lei 5590 - 11 de Julho de 1967.  e foi estabelecido com as seguintes divisas:
Ao Norte - inicia no córrego dos Tatetos, ao Sul - inicia na foz do rio Piquiri divisa com o município de Formosa D´Oeste pelo rio Piquiri; ao Leste - divisa com o córrego das Tormentas; ao Oeste - divisa pelo rio Goio-Erê com o município de Alto Piquiri e Umuarama pelo rio GoioErê.  Conforme explicita o decreto.

## Economia
No distrito tem uma associação de agricultores, principal atividade do distrito reconhecida pela assembleia estadual. 
A maioria da população mora no assentamento Nossa Senhora Aparecida, e são pequenos agricultores ou pecuaristas. O assentamento localiza-se próximo a vila de São Luiz. A População é de 1.203 habitantes. 
Hoje possui algumas casas e pequenos comércios, posto de saúde e escola pública que atende as crianças da pré-escola até o 5 ano do fundamental.
Perto da vila se encontra o Salto Paiquerê, importante ponto turístico do município, visitado principalmente aos fins de semana por centenas de pessoas.  esteve em discussão a criação de um parque ecológico.
A origem do nome advém da fazenda São Luiz que fica próximo da vila. A vila principal do distrito se encontra a 22,4 de distância da sede de Mariluz. 
Na história do distrito e contado por seus moradores que a vila teve uma boa estrutura, teve mais de 10 açougues, cadeia, cartório, delegacia e cemitério. Mas devido a mecanização da lavoura e a falta de emprego, motivaram o êxodo do distrito. Além de póssivel presença de povos primitivo, e do encontro de vestígios arqueológicos na região.
O distrito foi extinto pela Lei Nº 14.277 DE 30/12/2003.

## Religião
Curiosamente a capela do distrito não tem como padroeiro São Luiz, tem o patrocínio de São José  que é padroeiro do distrito, é ligada a paróquia de Mariluz.
A região ainda conta com mais 3 capelas católicas que atendem as comunidades do assentamento São João (São João Batista, Sedinha (Nossa Senhora Aparecida) e Cateto (Santa Luzia), e algumas igrejas protestantes.  